# The Cry of Mankind
The Cry of Mankind ist ein Lied der Gothic-Metal-Band My Dying Bride. Es erschien 1995 in der Hochphase des Genres und avancierte in gekürzter Version zu einem Clubhit. Rückblickend ist The Cry of Mankind eines der bekanntesten Stücke der Band und des Genres. Hinzukommend wird es zu den besten Stücken des gesamten Metals gerechnet.

## Entstehung und Veröffentlichungen

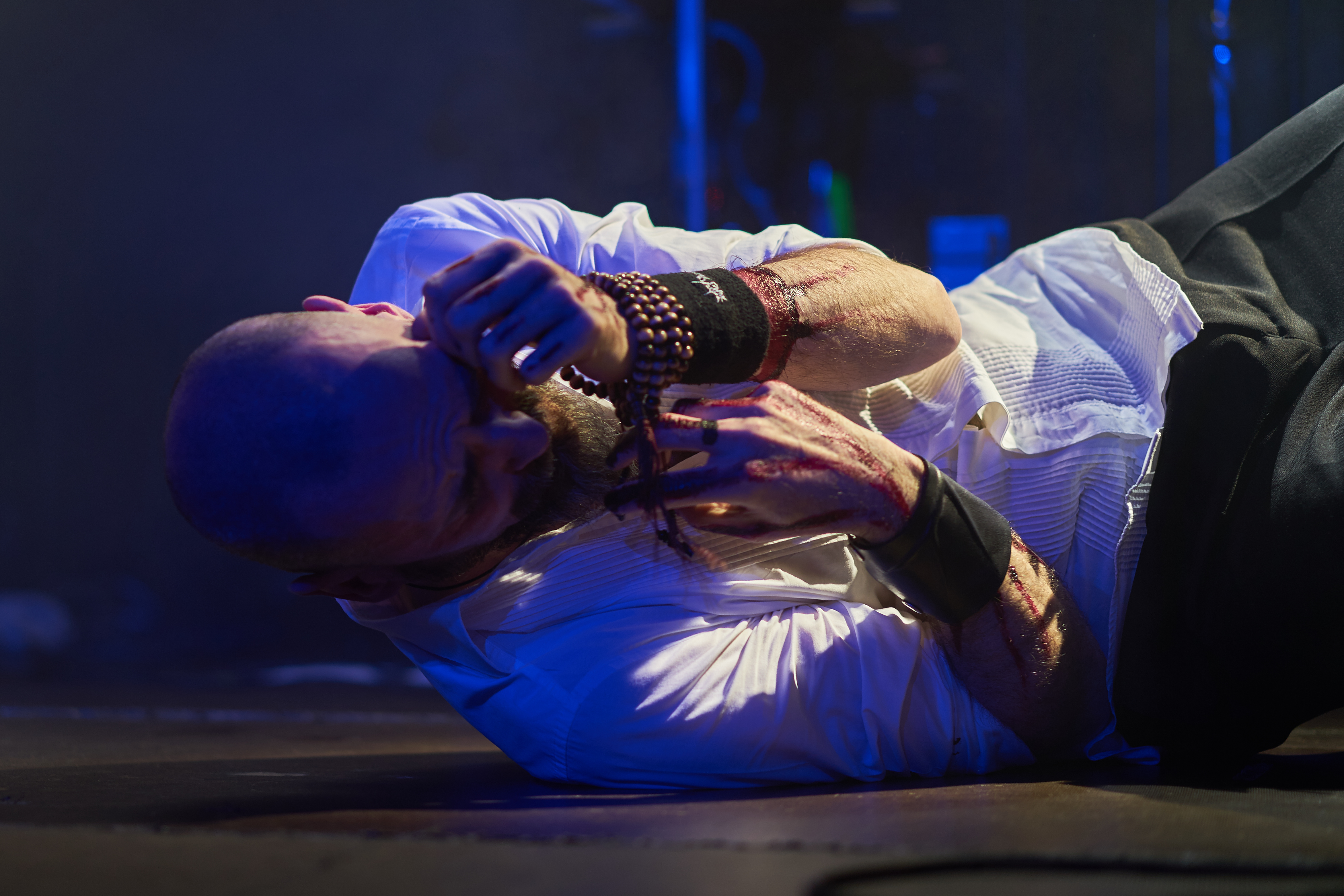
Sänger Stainthorpe, hier während eines Auftritts beim Hammer of Doom, schrieb den Text zu The Cry of Mankind

Die Grundzüge von The Cry of Mankind entstanden im aufgeheizten Proberaum der Band. Die Musiker hatten ihre T-Shirts um den Kopf gebunden, um den Schweiß abzufangen und eine Pause zum Teetrinken eingelegt, während der Gitarrist Calvin Robertshaw im Hintergrund weiter Gitarre spielte. Dabei entstand das ikonische Riff des Stücks aus sechs sich wiederholenden Noten, die restliche Band bat ihn, es weiter zu spielen, und experimentierte damit.

„We just knew we had something there. The atmosphere in the room was palpable.“

„Wir wussten einfach, dass wir da etwas hatten. Die Atmosphäre im Raum war greifbar.“

My Dying Bride löschte das Licht und erarbeiteten umgeben von Kerzen ohne Pause das immer länger werdende Stück über einen Zeitraum von ungefähr zwei Stunden. Stainthorpe nannte rückblickend die gesamte Probe perfekt. Nachdem die Band das Stück weitestgehend gemeinsam komponiert hatte, improvisierte der Leadgitarrist Andrew Craighan im Studio noch seine Gitarrenspur. Die Aufnahme des Albums The Angel and the Dark River, während der auch The Cry of Mankind eingespielt wurde, fand zwischen Dezember 1994 und Januar 1995 in den Academy Studios in West Yorkshire unter der produzierenden und technischen Begleitung von Robert ‚Mags‘ Magoolagan statt. Diverse Effekte und Klangelemente im Finale des in die Länge gezogenen Stücks wurden im Studio hinzugefügt. Paul „Hammy“ Halmshaw besuchte die Aufnahme und rauchte Cannabis mit der Band. Der Mischraum war laut Stainthorpe voller Rauch, was Stainthorpe als Grund angab, „warum The Cry of Mankind auf diese verschlungene, ätherische Art und Weise weitergeht.“ Die Idee war, dem gewähnten Ende des Stücks durch das Hinzufügen anderer Klänge entgegenzuwirken. So wurden Kirchenglocken, Celli, Naturgeräusche, Chorelemente und der Klang eines verlangsamten Hubschrauberrotors als sich abwechselnde Einzelelemente zu dem von Beginn an weitergeführten Gitarrenriff gesetzt. Zu einer gekürzten Version des Stücks entstand ein Musikvideo, das MTV regelmäßig zeigte. Steve Harris von Iron Maiden hörte das Stück und zeigte sich begeistert, wodurch My Dying Bride als Vorgruppe für Iron Maiden gebucht wurde.

## Musik

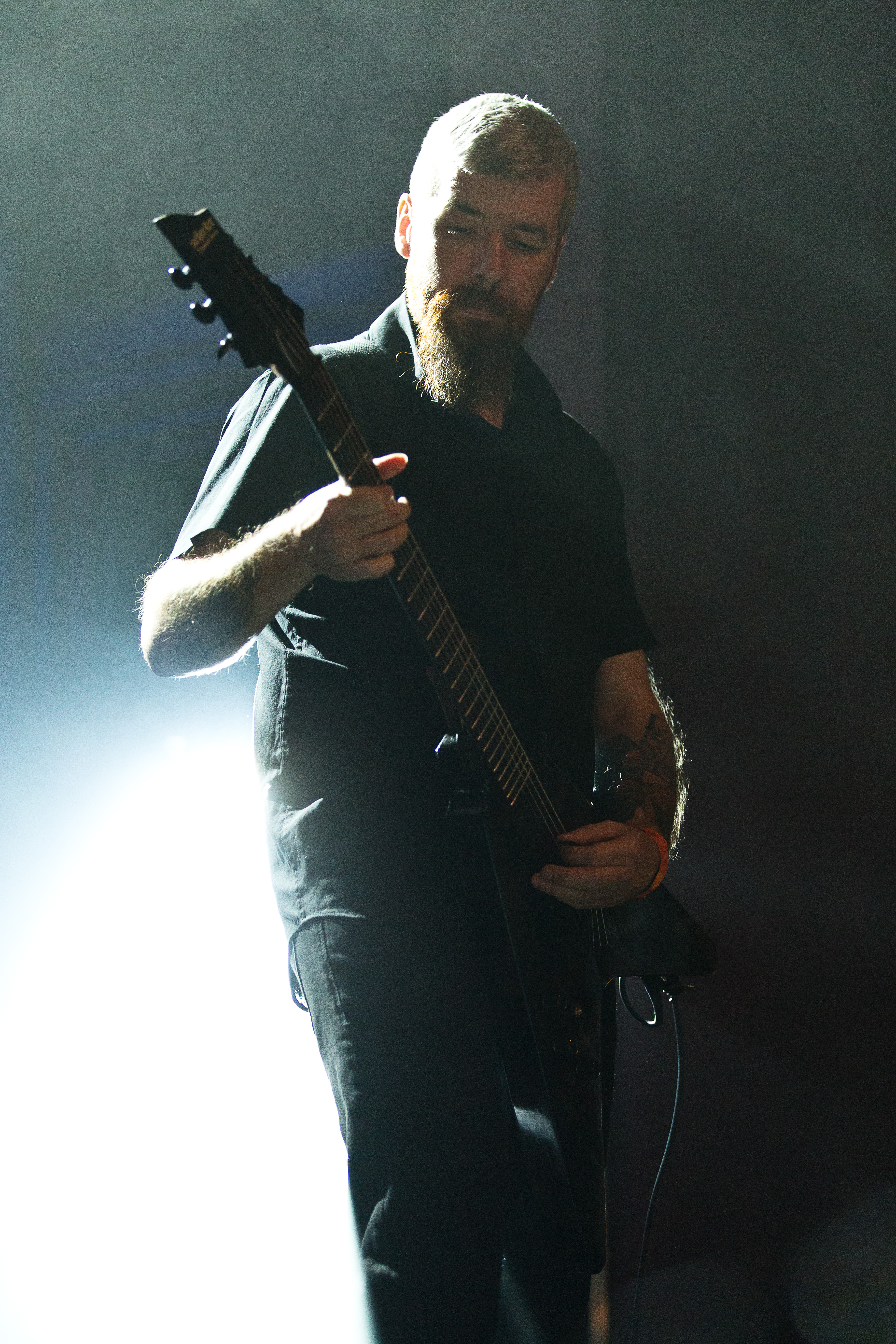
Um das schlichte Riff von Robertshaw, hier beim Wave Gotik Treffen 2016, arrangierte My Dying Bride das Stück

The Cry of Mankind ist ein Gothic-Metal-Stück mit einprägsamer Melodieführung. Die Komposition ist in Cis-Moll im 4/4-Takt mit einem Tempo von 152 BpM. Das Stück gilt als emotional und energiegeladen. Markant ist das zentrale Gitarrenriff, das durch das gesamte zwölfminütige Stück fortgeführt wird. Die Musik des Stücks entwickelt sich aus dem und um das Gitarrenspiel von Calvin Robertshaw. Das helle, eine einfache Melodie zeichnende Riff aus sechs Noten wird den gesamten Song über beibehalten. Nachdem der Mittelteil des Stücks als Gothic-Metal-Lied „mit einer brüllenden Gitarrenwand, die von marschierenden Klaviertonleitern“ gespielt wurde, fügten My Dying Bride teils avantgardistische Klangelemente und -experimente hinzu. So schlug Stainthorpe die unterste Saite einer fünfsaitigen Geige an, um den Klang eines „schwermütigen Schiffshorns“ zu erzeugen. Auch fügte die Band im Studio eine Reihe Samples hinzu.
Der Text zu The Cry of Mankind ist als theistische Überlegung verfasst. Stainthorpe nutzt einen von Melancholie geprägten und annähernd „leblos“ wirkenden Sprechgesang, um seinen Text vorzutragen, den er als „Versuch, die Leere Gottes“ und die „Verzweiflung des Menschen“ zu umschreiben, geschrieben hatte. Gott wird dabei als „furchterregender Vater, der seinen Kindern nichts als Verachtung und verwirrende Wut entgegenbringt“ beschrieben. Stainthorpe gab an den Text als Überlegung zu Gott und Schönheit verfasst zu haben, in Erwartung einer Antwort käme diese allerdings vom Teufel. Dieser verfüge und gebe Antworten, während Gott das Interesse an dem Individuum negiere. Das Musikvideo greift den thematischen Komplex auf, zeigt die Band nebst sakraler Bilder und Bauten sowie Stainthorpe als Jesus Christus mit Dornenkrone und Stigmata. Dabei ist das Stück als anhaltende Klage ohne die satanistische und häretische Aggression des Black Metal aufgebaut. Anstatt über derart typische Heavy-Metal-Themen zu schreiben, wollte er über kraftvolle und emotionale Themen die „zum Nachdenken anregen“ schreiben.

„We live and die without hope

You tramp us down in a river of death“

„Wir leben und sterben ohne Hoffnung

Du treibst uns in einem Fluss des Todes“

## Bedeutung
Das Stück wurde zu einem der „bekanntesten der Band“ und Genre-übergreifend zu einem der kanonischen Klassiker des gesamten Doom-Metal-Spektrums. In dem zweiten Band seiner Genre-Enzyklopädie Doom Metal Lexicanum II schrieb Alexey Evdokimov, dass das Anfangsthema von The Cry of Mankind eines sei, das jeder seiner Leser kennen sollte, „eines, das einem die schlimmsten Schmerzen nehmen“ könne. In einer Retrospektive des Rolling Stone wurde das Stück zu einem der 100 besten Songs des gesamten Metal erklärt. An anderer Stelle hieß es, es sei „der furchterregendste Song,“ der im Doom Metal je entstanden sei. Das einzelne Riff, dass das gesamte Stück begleite, sei dazu in der Lage „eine Atmosphäre zu schaffen, die den Boden unter den Beinen zu einer zähflüssigen Masse werden“ lasse.